# Charles de Tubières de Caylus
Charles de Tubières de Pastel de Levoy de Grimoire, Marquis de Caylus (* 1698; † 12. Mai 1750 Saint-Pierre, Martinique) war ein französischer Seeoffizier und Aristokrat im frühen 18. Jahrhundert. Er beendete seine Karriere als Gouverneur von Martinique und Gouverneur und Generalleutnant der Französischen Antillen.

## Herkunft und Familie
Charles de Tubières de Caylus wurde 1698 geboren. Seine Eltern waren Jean Anne de Tubières-Grimoard de Pestels de Lévis, Comte de Caylus (ca. 1665–1704) und Marthe Marguerite Hippolyte Le Valois de Villette (1671–1729) und er war Seigneur von Thubières, Lévis, Postels und Grimoire. Er war der Neffe von Daniel-Charles-Gabriel de Caylus, Bischof von Auxerre. 1686 heiratete sein weiterer Onkel, der Marquis de Caylus, Marie-Marguerite de Villète, die Nichte von Madame de Maintenon. Der Antiquar Anne-Claude-Philippe de Caylus (1692–1765) war sein Bruder.

## Militärkarriere
Caylus diente zunächst bei den Landstreitkräften und stieg bis zum Oberst der Infanterie auf. Weiterhin war er auch Ritter des Malteserordens.
In der Folge wechselte er in den Dienst der französischen Marine und erhielt 1727 die Beförderung zum Capitaine de Vaisseau (Kapitän zur See). 1740 wurde er zum Kommandeur des Ordre royal et militaire de Saint-Louis, ernannt.
Im Juli 1741 war Caylus als Kapitän der Borée (66 Kanonen) und Kommandeur eines kleinen französischen Geschwaders, zu dem die Aquilon (46 Kanonen) und die Flore (26 Kanonen) gehörten, auf dem Rückweg von Martinique. Am 25. Juli 1741 traf er vor Kap Spartel eine britische Einheit aus vier Schiffen unter Kapitän Curtis Barnett. Es kam zu einem Schusswechsel, da die Briten die französischen Schiffe angeblich für spanische hielten und die Franzosen unsicher waren, ob sich Frankreich und Großbritannien bereits im Kriegszustand befanden, da bei ihrer Abfahrt von Martinique bereits Kriegsgefahr bestanden hatte. Letztlich erkannten aber beide Parteien ihren Irrtum und das Gefecht wurde abgebrochen.
Am 16. Dezember 1744 führte Caylus ein Geschwader von sechs Schiffen in den Hafen von Malta für einen Festakt, den die Franzosen auf dieser Insel abhielten, um die Genesung ihres Königs zu feiern.
In dieser Zeit war Caylus durch seinen verschwenderischen Lebensstil und mehrere Kredite in finanzielle Not geraten. Um seine Situation zu verbessern, beantragte und erlangte er das Amt des Generalgouverneurs der Französischen Antillen, obwohl sein Vorgänger Jacques-Charles Bochart de Champigny bei den Einwohnern der Inseln beliebt war. Bevor Caylus das Amt des Gouverneurs antrat, gelang es ihm, das Verfahren seiner Gläubiger gegen ihn aufgrund des Kriegszustandes im inzwischen ausgebrochenen Österreichischen Erbfolgekrieg auszusetzen.

### Auf Martinique
Caylus traf am 30. April 1745 mit einem Geschwader aus sechs Kriegsschiffen in  Fort-Royal ein, nachdem er zu Beginn des Jahres zunächst von Toulon nach Cádiz gesegelt war, um von dort den designierten Erzbischof von Santo Domingo mitzunehmen. Er wurde von dem Marquis Champigny, seinem Amtsvorgänger, empfangen, der auf einem der Schiffe des Geschwaders die Überfahrt zurück nach Europa antrat.
Caylus wurde am 9. und 10. Mai 1745 von den Truppen und dem souveränen Rat in Martinique offiziell als Generalgouverneur anerkannt und erhielt am 1. März 1746 die Urkunde der Beförderung zum Chef d’escadre des armées navales. Caylus ließ sich in Saint-Pierre nieder. Er war 1747 dort, als überraschend Bertrand François Mahé de La Bourdonnais, Gouverneur der französischen Besitzungen in Indien, auf dem Rückweg nach Frankreich in Fort-Royal ankam.
Sobald Caylus sein Amt angetreten hatte, suchte er nach Möglichkeiten, zu seinem persönlichen Vorteil von Handel und Freibeuterei zu profitieren. Er investierte in Waffen, die er an Korsaren verkaufte, die in seinem Auftrag die Meere rund um die Insel nach Beute absuchten. Durch Agenten knüpfte er Beziehungen zu den Gouverneuren der umliegenden Inseln in britischem Besitz und etablierte ein Handelssystem, nach dem er von diesen Inseln importierte Waren als Beute deklarierte und weiterverkaufte, während er von Mittelsmännern in Saint-Pierre gekaufte Waren an die Briten liefern ließ. Auf diese Weise profitierte er auch von der Warenknappheit auf Martinique. Nachdem Frankreich den Niederlanden den Krieg erklärt hatte, nahm Caylus Beziehungen zu Heliger, dem Gouverneur von Sint Eustatius, auf und brach die Beziehungen zu den Briten ab. Die beiden Gouverneure vereinbarten, den mit den Niederländern verbündeten Briten fortan mit Produkten zu versorgen, die vorgeblich aus den niederländischen Kolonien, tatsächlich aber aus französischen Beständen stammten. Sie sorgten auch dafür, dass französische Schiffe unter niederländischer Registrierung fuhren. 1748 litten die Bewohner Martiniques unter einer immer strengeren Blockade der Briten. Vorräte konnten nur aus Curaçao und Sint Eustatius bezogen werden und Caylus wurde für die überhöhten Preise verantwortlich gemacht.
Während Caylus Dienstzeit kam es ebenfalls zu einer Episode, als ebenfalls 1748 der vorgebliche „Comte de Tarnaud“ auf Martinique eintraf. Es verbreitete sich das Gerücht, er sei Ercole Rinaldo von Este, Erbprinz von Modena, Enkel des Herzogs von Orléans und Bruder der Herzogin von Penthièvre. Caylus lud ihn nach Saint Pierre ein, das Treffen kam jedoch nicht zustande. In der Folge etablierte der Mann einen kostspieligen Lebensstil auf Martinique, den er sich über einen Agenten des Herzogs von Penthièvre, der über beträchtlichen Besitz auf der Insel verfügte, finanzieren ließ.
Zu dieser Zeit traf die Nachricht vom Friedensschluss von Aachen auf Martinique ein und die britische Blockade wurde aufgehoben. So konnten schließlich Nachrichten nach Europa geschickt werden, um die Identität des Mannes zu überprüfen, dieser reiste allerdings nach Portugal ab, bevor die Antwort eintraf. Kurz darauf traf ein Kurier ein und wies den Gouverneur an, den Fremden wegen Betrugs festzunehmen. Dieser war allerdings bereits in Portugal angekommen und konnte noch bis Sevilla weiterreisen, bevor auch dort der Haftbefehl eintraf. Er entkam erneut und verschwand für immer.
Im August 1749 war Caylus Adelsdeputierter der Provinz Languedoc. Gouverneur von Martinique wurde André Martin de Pointesable. Caylus starb am 12. Mai 1750 in Saint-Pierre, Martinique, im Alter von etwa 52 Jahren unerwartet in seinem kleinen Haus, das er auf den Höhen von Saint-Pierre gemietet hatte. Er wurde ohne große Zeremonie bestattet. Der Gouverneur Martiniques starb wenige Tage später.
Er war ein enger Freund des Grafen von Maurepas, der von 1723 bis 1749 Marineminister war.